# 韦特良卡村委员会
韦特良卡村委员会（俄语：Ветлянинский сельсовет）是俄罗斯联邦阿斯特拉罕州叶诺塔耶夫卡区所属的一个村委员会。其下辖有1个居民点，行政中心为韦特良卡。据2015年统计，该村委员会的人口为565人。